# Egidio Conti
Egidio Conti (Acqualagna, 14 febbraio 1858 – Acqualagna, 15 giugno 1922) è stato un glottologo italiano.

## Biografia
Figlio di Antonio Conti e di Maria Moretti, fu maestro elementare, direttore didattico e successivamente segretario comunale ad Acqualagna. Dai due matrimoni ebbe otto figli, tra i quali Antonio Conti (1897-1968).
Fu socio corrispondente della regia Deputazione di storia patria per le Marche e fervente sostenitore del medico cagliese Angelo Celli, eletto nelle liste radicali alla Camera dei deputati dalla XVIII alla XXIII legislatura.

## Opere
Egidio Conti fu ricercatore delle tradizioni della sua terra, alla quale dedicò studi e opere poetiche.
- Ricordo della festa della Madonna del Giro (1889),
- Furlo e Catria, versi (1895),
- Cenni storici del paese di Acqualagna (1897),
- Altri cenni storici di Monte Falcone e di Acqualagna (1897),
- Proverbi dialettali metaurensi (1898),
- Vocabolario metaurense (1898),
- Altri cenni storici di Monte Falcone e di Acqualanga (1899),
- Musolino, sonetti (1902),
- Panorema d'Urbin (1905),
- Usi e costumi della campagna urbinate (1908).

La maggior parte di queste opere venne pubblicata per i tipi della tipografia Balloni di Cagli, ma anche su giornali locali quali "L'Eco di Urbino", "Il Catria", "L'esposizione marchigiana".
Altri scritti di Egidio Conti vennero pubblicati su "Tribuna Illustrata", il "Corriere Metaurense", il "Picenum", il "Fra Crispino", "La Fortuna", "L'Annunciatore", il "Don Chisciotte" e "Le Marche illustrate. Nella storia, nelle lettere, nelle arti".
Fu autore anche di una Grammatica per la II classe elementare, edita nel 1879.

### Vocabolario metaurense
Il vocabolario venne redatto da Egidio Conti per concorrere al Concorso per vocabolari dialettali indetto con decreto ministeriale nel 1890. Conti non riuscì a presentare l'opera completa, tuttavia successivamente ottenne per il suo vocabolario un riconoscimento ministeriale in denaro di lire 500.
L'intero lavoro uscì a stampa in fascicoli quindicinali, nel corso di due anni. L'autore rivolgeva la sua opera ai cittadini della provincia metaurense, ma soprattutto ai sindaci, ai direttori, ai soprintendenti scolastici, ai maestri e alle maestre: La nostra lingua, per quattro quinti della popolazione è il dialetto. Ebbene noi ancora non abbiamo né la grammatica né il vocabolario, siamo a tal riguardo come i selvaggi. Le altre provincie italiane non si trovano in questa deplorevole condizione ed è tempo di farsi avanti anche noi, di far conoscere il nostro migliore capitale popolare, di concorrere anche noi con gli altri popoli del pari nel progresso letterario nazionale.
L'opera completa venne edita, sempre dalla tipografia Balloni di Cagli, nel 1898.